# BitLocker to Go
BitLocker to Go – funkcja następujących wersji systemu Windows: Windows Vista Enterprise, Windows Vista Ultimate, Windows 7 Ultimate, Windows 7 Enterprise, Windows Server 2008 oraz Windows Server 2008 R2, Windows 8 Pro, Windows 8 Enterprise oraz Windows 10 Pro, Windows 10 Enterprise. Umożliwia on kryptograficzną ochronę danych przechowywanych na wymiennych dyskach danych. Funkcjonalność BitLocker to Go jest rozszerzeniem dostępnego od Windows Vista mechanizmu BitLocker, który mógł działać wyłącznie na systemie plików NTFS. Użycie NTFS na dyskach USB Flash jest niewygodne, ponieważ odłączanie takich nośników w czasie pracy systemu nie zawsze jest możliwe (mogą wystąpić utraty danych ze względu na sposób ich cache’owania). Problem ten niemal nie występuje w przypadku systemów plików FAT, FAT32 oraz exFAT.
W trakcie przygotowywania dysku USB Flash do pracy z BitLocker to Go, system Windows 7 zakłada na nim pliki, w których przechowywana jest zaszyfrowana informacja oraz kopiuje na dysk specjalną aplikację, umożliwiającą odczytanie danych również na komputerach wyposażonych w starszą wersję systemu Microsoft Windows. Podczas przygotowania dysku, użytkownik musi podać hasło dostępu, które następnie wymagane jest do odczytania danych. Dane znajdujące się na dysku przed zaszyfrowaniem nie są tracone. Równolegle z hasłem podanym przez użytkownika, mechanizm Bitlocker to Go używa hasła składającego się z 48 cyfr (efektywnie 128 bitów), które może zostać automatycznie zapisane na przykład w Active Directory.
Po przeniesieniu zaszyfrowanego dysku USB Flash do innego komputera, jego zachowanie zależy od systemu operacyjnego.
System Windows 7 umożliwia dostęp do dysku po podaniu hasła użytkownika lub automatycznie generowanego hasła złożonego z 48 cyfr. Użytkownik ma dostęp zarówno do odczytu, jak i zapisu na zaszyfrowanym dysku, może również usunąć szyfrowanie, bez utraty danych.
Systemy Windows XP oraz Windows Vista pokażą zaszyfrowane pliki leżące na pamięci USB Flash, plik z instrukcją użycia oraz plik aplikacji służącej do dostępu. Po uruchomieniu, aplikacja wymaga podania jednego z haseł (ustawionego przez użytkownika lub złożonego z 48 cyfr) i otwiera okno, w którym przeglądać można zaszyfrowane pliki i katalogi. Z okna aplikacji, pliki takie można kopiować we wskazane przez użytkownika miejsce. W przypadku systemów Windows XP oraz Windows Vista, dostęp do dysku chronionego mechanizmem BitLocker to Go możliwy jest wyłącznie w trybie tylko do odczytu.